# 加維亞山
46°21′21″N 10°28′21″E / 46.35583°N 10.47250°E

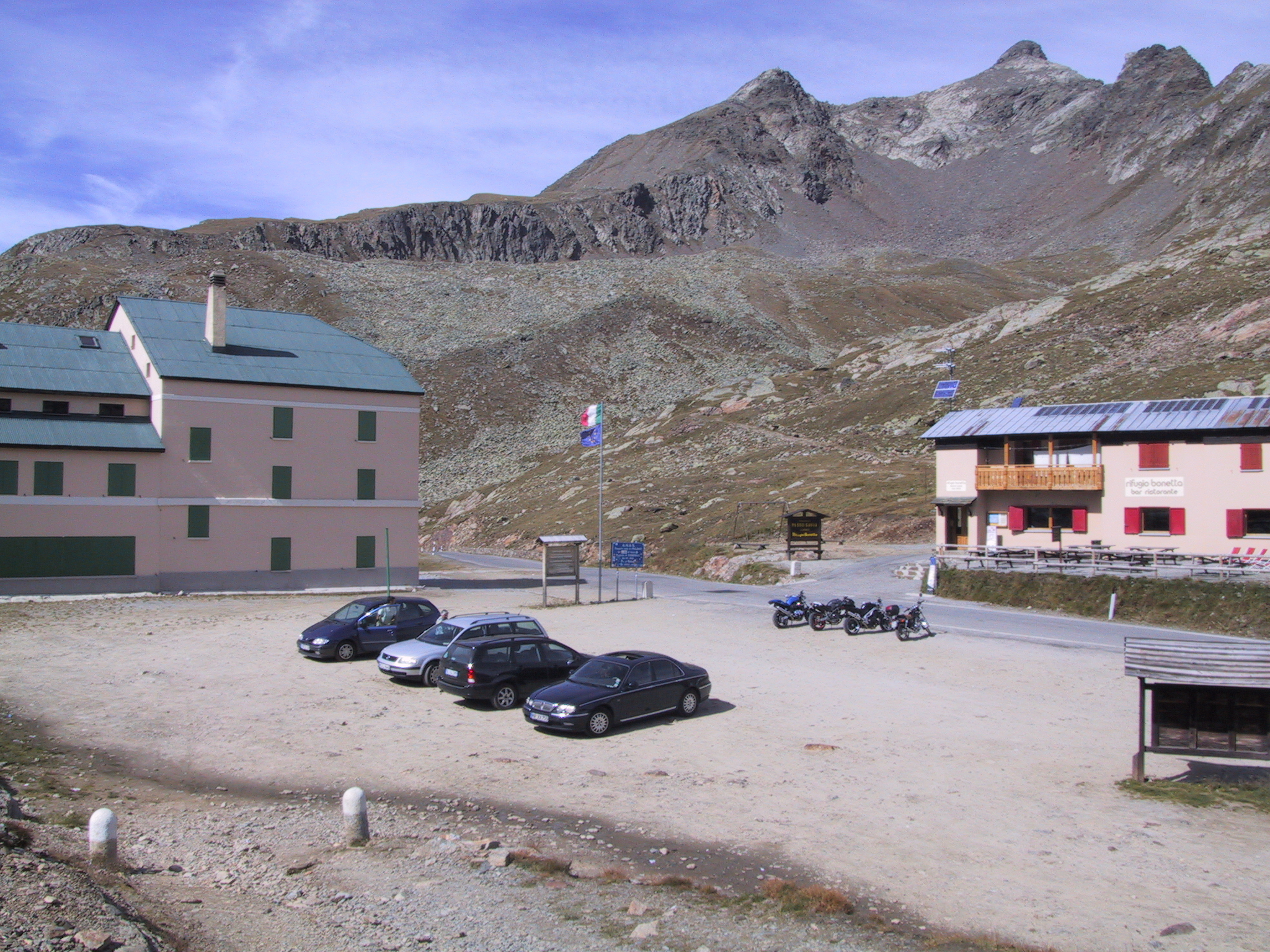

加維亞山（義大利語：Monte Gavia），是意大利的山峰，位於該國北部，由倫巴第大區負責管轄，屬於奥特莱斯山的一部分，該山峰海拔高度3,223米。